# Holotrichia helleri
Holotrichia helleri är en skalbaggsart som beskrevs av Brenske 1894. Holotrichia helleri ingår i släktet Holotrichia och familjen Melolonthidae. Inga underarter finns listade i Catalogue of Life.